# Henry Klarqvist
Gustav Henry "Brinken" Klarqvist, född 18 november 1907, död 1 december 1962 av hjärtinfarkt, är en tidig svensk bandyspelare. Till yrket var han snickare. Henry Klarqvist ansågs av många vara en av de bästa spelfördelarna som Sverige haft. Han debuterade i det svenska bandylandslaget 1929. Henry Klarqvist var dessutom en duktig fotbollsspelare. Han tilldelades Värmlands Bandyförbunds guldmärke.
Han var gift med Helena Evelina Klarqvist (född Stenberg) född 1910 död 2004.

## Meriter
- SM-guld: 1934, 1936, 1938 och 1941
- Skyttekung: 1936 med 11 mål
- Stor grabb Nr 10